# Italiaans Seniors Open
Het Italiaans Seniors Open was een golftoernooi van de Europese Senior Tour.
De eerste editie vond plaats in 2004 en had een prijzenpot van € 160.152.
In 2010 werd het Senior Open voor het eerst op Sicilië gehouden. Winnaar was Domingo Hospital, nadat hij Horacio Carbonetti op de eerste hole van de play-off versloeg.
| Jaar                            | Baan                               | Winnaar                    | Score                      | Score                      | Play-off                                |
| Bosch Italian Seniors Open      | Bosch Italian Seniors Open         | Bosch Italian Seniors Open | Bosch Italian Seniors Open | Bosch Italian Seniors Open | Bosch Italian Seniors Open              |
| ------------------------------- | ---------------------------------- | -------------------------- | -------------------------- | -------------------------- | --------------------------------------- |
| 2004                            | Golf Club Venezia                  | Terry Gale                 | 211                        | -5                         |                                         |
| Nokia 9300 Italian Seniors Open |                                    |                            |                            |                            |                                         |
| 2005                            | Golf Club Venezia                  | Gery Watine                | 205                        | -11                        | play-off tegen Eamonn Darcy             |
| Sharp Italian Seniors Open      |                                    |                            |                            |                            |                                         |
| 2006                            | Golf Club Venezia                  | Sam Torrance               | 205                        | -11                        |                                         |
| 2007                            | Golf Club Venezia                  | Simon Owen                 | 208                        | -8                         | play-off tegen Tony Allen en John Benda |
| Lake Garda Italian Seniors Open |                                    |                            |                            |                            |                                         |
| 2008                            | Palazzo Arzaga Resort              | Peter Mitchell             | 203                        | -13                        |                                         |
| Sicilian Open                   |                                    |                            |                            |                            |                                         |
| 2010                            | Il Picciolo Golf Club, Castiglione | Domingo Hospital           | 211                        | -5                         | play-off tegen Horacio Carbonetti       |